# Jurvanjärvi
Jurvanjärvi är en sjö i kommunen Viitasaari i landskapet Mellersta Finland i Finland. Den är 4,3 meter djup. Arean är 39 hektar och strandlinjen är 4,6 kilometer lång. Sjön  ingår i Kymmene älvs huvudavrinningsområde.   Den ligger omkring 86 kilometer norr om Jyväskylä och omkring 320 kilometer norr om Helsingfors. 